# موقع أسود

برنامج العودة الاستثنائية إلى الوطن التابع لوكالة المخابرات المركزية، الخارطة توضح البلدان المشاركة في البرنامج، وفقا لتقرير مؤسسة المجتمع المفتوح لعام 2013 عن ظاهرة التعذيب.

في المصطلحات العسكرية، الموقع الأسود (بالإنجليزية: Black site) هو المكان الذي ينفذ فيهِ اعتقال غير معترف بهِ. يمكن أن يشير أيضًا إلى المرافق التي تسيطر عليها وكالة المخابرات المركزية، والتي تستخدمها الحكومة الأمريكية في حربها على الإرهاب لاحتجاز المقاتلين غير الشرعيين أو غير القانونيين.
يمكن تعريف مصطلح المواقع السوداء بأنها عبارة عن مراكز احتجاز سرية تديرها الدولة حيث يحبس السجناء الذين لم يوجه أي اتهامات إليهم بارتكاب جريمة دون اتباع الإجراءات القانونية الواجبة أو صدور أمر من المحكمة، وغالبًا ما يتعرضون لسوء المعاملة والقتل، ولا تتوفر لديهم إمكانية اللجوء إلى الكفالة.

## إسرائيل
خلال الاجتياح الإسرائيلي لقطاع غزة (2023 - 2024)، أفادت التقارير عن نقل المعتقلين الفلسطينيين من رجال ونساء وأطفال غزة إلى معتقل سدي تيمان، وهي قاعدة عسكرية تستخدم كحقل أسود. وتم الإبلاغ عن أعمال عنف شديدة وإساءة معاملة، وحالات حالات وفاة. لقد كان أحد المواقع السوداء السابقة في إسرائيل هو معسكر 1391، المعروف باسم "جوانتانامو الإسرائيلي".

## الأرجنتين
كانت هناك عدة مراكز احتجاز سرية في الأرجنتين خلال فترة الدكتاتورية العسكرية التي حكمت البلاد من عام 1976 إلى عام 1983. وتعرض السجناء، الذين كان العديد منهم "مختفين"، للتعذيب والقتل، بما في ذلك النساء الحوامل اللائي قُتلن بعد الولادة، وتم تسليم أطفالهن إلى عائلات عسكرية.

## الصين
تنتشر المواقع السوداء على نطاق واسع في الصين، وقد زعم أحد المعتقلين السابقين وجود موقع أسود صيني في دبي. تُعرف المواقع السوداء في الصين أيضًا باسم "السجون السوداء".

## مصر
تستخدم أجهزة الأمن المصرية المواقع السوداء على نطاق واسع. خلال أحداث ثورة 25 يناير (2011-2014)، زعم مئات المتظاهرين وقوع تعذيب في هذه المواقع. كما أدارت أجهزة الأمن المصرية مواقع سوداء مرتبطة ببرنامج وكالة المخابرات المركزية لمكافحة الإرهاب.

## ايران
وثّقت جمعيات حقوق الإنسان انتهاكات في مراكز الاحتجاز السرية في إيران. وأشارت مصادر استشهدت بها شبكة سي إن إن في عام 2023 إلى أن التعذيب في مراكز الاحتجاز السرية بدا أنه ازداد خلال الاحتجاجات لمقتل ماهسا أميني التي حدثت عقبَ مقتل الشابّة الإيرانيّة من أصل كردي مهسا أميني بعد تعرضها للضرب المبرح أثناء احتجازها واعتقالها من قِبل شرطة الأخلاق التابعة للحكومة الإيرانيّة.